# Arthurförmodandena
Arthurförmodandena är inom matematiken några förmodanden (relaterade till representationsteori) om automorfa representationer av reduktiva grupper över adelerna och unitära representationer av reduktiva grupper över lokala kroppar av James Arthur (1989).
Arthurförmodandena antyder Ramanujans generaliserade förmodan för spetsformer på generella linjära grupper.